# Matteo Messina Denaro
Matteo Messina Denaro (Castelvetrano, Sicilia, 26 de abril de 1962-L'Aquila, Abruzos, 25 de septiembre de 2023) fue un mafioso italiano de la isla de Sicilia considerado el más poderoso de su país y de Europa y que perteneció a la lista de "Los diez fugitivos más buscados por el FBI" desde 1993 hasta su arresto el 16 de enero de 2023.
Después del arresto de Bernardo Provenzano era considerado el nuevo jefe absoluto de Cosa Nostra. Messina Denaro fue conocido mundialmente el 12 de abril de 2001, cuando la revista L'Espresso lo puso en portada con el siguiente titular: "Ecco il nuovo capo della mafia" ("He aquí el nuevo capo de la mafia").
Matteo Messina Denaro era frecuentemente descrito como un mujeriego misógino, consumidor de marcas caras (automóviles deportivos, relojes producidos por las empresas más importantes del mundo, infinidad de trajes importados e invariables gafas para sol). Desde 1993, debido a su ocultamiento, no pudo casarse por la Iglesia ni por lo civil. Se dice que tiene un hijo ilegítimo.[cita requerida]
Messina Denaro gozó de tres esferas de protección: una cobertura de alto nivel, que implicó a funcionarios de la administración y políticos; otro escalón medio, en el que sus rentables negocios sirvieron de enlace con empresarios, mientras era asistido por médicos, abogados y proveedores de servicios, lo que los investigadores llaman la “burguesía mafiosa”. Esta protección le permitió pasar treinta años en la semiclandestinidad.
En una ocasión mató al propietario de un hotel siciliano que lo acusó de acostarse con jóvenes. De esta manera se diferencia de otros asesinos tradicionales de la mafia como Salvatore Riina y Bernardo Provenzano, que defendían firmemente los valores conservadores de la familia.
Aún no se sabe con certeza quién sera el sucesor de Messina Denaro, pero se rumora que el actual sucesor es Liborio Bellomo quedando así como "Jefe Eventual" de la organización criminal Cosa Nostra y de la Familia criminal Genovese.

## Biografía
Matteo Messina Denaro nació en el seno de una familia criminal en Castelvetrano, aldea en la provincia de Trápani (Sicilia). Su padre, Francesco Messina Denaro (conocido como don Ciccio), fue el capo de Castelvetrano y la cabeza de la Comisión de la Mafia de la provincia y región de Trapani.

### Comienzos en la Mafia
Matteo aprendió a usar armas a los 14, y cometió su primer asesinato a los 18 años. Se calcula que mató a un total de 50 personas directamente. "Llené un cementerio yo solo," se jactó una vez. Su mala reputación aumentó al matar al jefe rival Vincenzo Milazzo de Alcamo y estrangular a la novia de éste que se encontraba embarazada de tres meses.
Su padre, Francesco don Ciccio Messina Denaro comenzó como escolta armado de la familia D’Ali, ricos terratenientes que formaban parte de los fundadores del banco Sicula. Después se convirtió en el encargado de administrar las posesiones (terrenos) de la familia D’Ali, quienes más tarde entregaron a Matteo un terreno significativo en el área de Zangara (Castelvetrano) donde había nacido. Sin embargo, el nuevo propietario real resultó ser Salvatore Riina, con quien Messina Denaro estaba aliado.
Adoptó el sobrenombre Diabolik de su admirado personaje de cómic italiano.
El señor Antonio D’Ali tuvo que dimitir de la directiva del Banco Sicula en 1983 porque apareció en la lista de la organización masónica P2 (Propaganda 2) de Licio Gelli. El hijo de Antonio D’Ali se fue nombrado senador para el partido de Forza Italia de Silvio Berlusconi en 1996, y en abril de 2001 pasó a ser subsecretario en el ministerio del interior, la institución responsable de luchar contra el crimen organizado. Su primo Giacomo D’Ali es consejero del Banco Commerciale Italiano (Comité) en Milán, que adquirió el Banco Sicula en 1991. El hermano de Matteo, Salvatore Messina Denaro, trabajó en el Banco Sicula y continuó con el trabajo para el Comité, fue arrestado en noviembre de 1998.

## Actividad en la mafia
Después de la muerte natural de su padre en noviembre de 1998, Matteo pasó a ser el capo de Castelvetrano y de las ciudades vecinas, mientras Vincenzo Virga gobernó en la ciudad de Trápani y en sus alrededores. Después del arresto de Virga en 2001, Messina Denaro se convirtió  en representante de la provincia de Trápani. Bajo su dominio tuvo a alrededor de 900 mafiosos y aparentemente reorganizó a las 20 familias de la mafia de Trápani en un mismo distrito separado del resto de la Cosa Nostra. La mafia de Trápani está considerada lo zoccolo duro (‘el sólido pedestal’) de la Cosa Nostra y la segunda más poderosa después de las familias de Palermo (Sicilia).
Messina Denaro consiguió sus ganancias a través de un extenso brazo de extorsión, forzando a los comerciantes y empresarios a pagar un "pizzo" (dinero por protección) y acabando con los contratos públicos de construcción (la familia es propietaria de minas de arena). También trabajaba activamente en la importación de cocaína en EE. UU., ligado con el clan Cuntrera-Caruana, atrayendo la atención del FBI.
De acuerdo con la DDA (Direzione Distrettuale Antimafia) de Palermo, mantiene contacto con sus parientes en Nueva York y Vito Roberto Palazzolo, un jefe de la mafia fugitivo en el Sur de África. También tiene intereses en Venezuela, donde establece contacto con los traficantes de droga así como con la organización mafiosa de Calabria 'Ndrangheta. Sus redes ilegales también se extienden a Bélgica y a Alemania.
Matteo Messina Denaro tiene fuertes enlaces con las familias de la mafia en Palermo, particularmente en Brancaccio, territorio de la familia Graviano. Filippo Guttadauro el hermano de Giuseppe Guttadauro –el regente de la mafia de Brancaccio mientras que Giuseppe Graviano y Filippo Graviano están en cárcel– es el cuñado de Messina Denaro. Ambos están implicados en el tráfico de cocaína acordado con los clanes de 'Ndrangheta.

## Bombas de 1993
Después de que los atentados con bombas en Capaci y via D’Amelio, que mataron a los jueces Giovanni Falcone y Paolo Borsellino, el arresto de Salvatore Riina el 15 de enero de 1993 y la introducción del régimen estricto de prisión (artículo 41 bis) para los mafiosos, Cosa Nostra emprendió una campaña de terrorismo en la cual Matteo Messina Denaro desempeñó un papel prominente.
Tras el arresto de Riina, los restantes jefes de la mafia, entre ellos Matteo Messina Denaro, Giovanni Brusca, Leoluca Bagarella, Antonino Gioè, Giuseppe Graviano y Gioacchino La Barbera, se reunieron varias veces (a menudo en el área de Santa Flavia en Bagheria en un estado del que es propietario el mafioso Leonardo Greco) y decidieron intentar forzar al Estado italiano a pactar con ellos. Esta estrategia desembocó en una serie de ataques con bomba en Via dei Georgofili en Florencia, en Via Palestro en Milán, en la plaza San Giovanni en Laterano y Via San Teodoro en Roma, que acabaron con la vida de 10 personas y alcanzaron la cifra de 93 heridos, dañando a su vez centros del patrimonio cultural como la galería de Uffizi.
Messina Denaro también retuvo preso al periodista de televisión Maurizio Costanzo, presentador del programa El Show de Maurizio Costanzo, que acaba de escapar un ataque de coche-bomba el 14 de mayo de 1993. También observó al parecer los movimientos de Giovanni Falcone y el ministro de justicia, Claudio Martelli, en 1991. Después de los atentados de 1993 Messina Denaro se ocultó y no se le vio hasta su arresto en 2023. El 6 de mayo de 2002, fue encontrado culpable en una sentencia por su implicación en los ataques terroristas de 1993.
En junio de 2000, una operación condujo a la detención de varios individuos que asistieron al fugitivo Matteo Messina Denaro y descubrieron dos residencias donde había encontrado refugio. Una de estas residencias está situada en una zona de la ciudad de Bagheria (en la provincia de Palermo), mientras que la otra estaba en el área de Brancaccio de Palermo. Puesto que una de las reglas principales dentro de la mafia es que un fugitivo debe ocultarse en un área aliada, hay razón de creer que Messina Denaro tiene una buena relación con Provenzano y con Graviano.

## Posible sucesor de Provenzano
Después de la detención de Bernardo Provenzano el 11 de abril de 2006, Matteo Messina Denaro se menciona a menudo como su sucesor. Suponen que sus principales rivales son Salvatore Lo Piccolo ―jefe del distrito de San Lorenzo en Palermo― y Mimmo Raccuglia de Altofonte. Provenzano nombró a Messina Denaro en uno de sus pizzini (‘pedacitos’ de papel usados para comunicarse con otro mafioso para evitar conversaciones por teléfono).
Esto presupone que Provenzano tiene el poder de nominar a un sucesor, que no se acepta unánimemente entre observadores de la mafia. «La mafia es hoy más de una federación y menos de un estado autoritario», según el fiscal antimafia Antonio Ingroia, de la DDA (Direzione Distrettuale Antimafia: dirección distrital antimafia) de Palermo, refiriéndose al período anterior al mandato autoritario de Salvatore Riina. Provenzano «estableció una clase de dirección formada por un grupo de cuatro a siete personas que reunían muy infrecuentemente, solo cuando es necesario, cuando había que tomar decisiones estratégicas importantes».
Según Ingroia «en una organización como la mafia, un jefe tiene que estar un paso por delante de los otros, de otra manera es mejor apartarse. Todo depende en si él puede manejar consenso y si los otros están de acuerdo o se rebelan». Provenzano «garantizó estabilidad porque él tenía la autoridad para acabar los conflictos internos». Según Sergio Lari, fiscal subdirector de Palermo: "O la dirección puede elegir un sucesor o podríamos otra vez estar hablando de un periodo peligroso".
Ingroia dijo que era improbable que hubiese una guerra de este tipo que llenara las arcas de Provenzano. "Ahora no pienso que sea probable". De los dos sucesores posibles, Ingroia pensó que Lo Piccolo era el heredero más probable al trono de la mafia. "Es de Palermo, y ése sigue siendo el pilar más fuerte de la mafia," dijo Ingroia.
La policía cree que Messina Denaro se está ocultando cerca de su hogar familiar en Castelvetrano, y se está moviendo entre casas seguras. Forma parte del proyecto de búsqueda de acusados del FBI.
Para operarse por su grave miopía tuvo que viajar oculto a una clínica en Barcelona (España). En 2006, algunos medios italianos indicaron que Messina Denaro podría estar afectado de una insuficiencia renal crónica, que le obligaría a someterse a diálisis. En marzo de 2006 se supo que el jefe mafioso Messina Denaro también salió de Italia para operarse de próstata en un hospital de Marsella (Francia), en el que se registró con un nombre falso.
En 2006 invitó a otros mafiosos a apoyar al político Silvio Berlusconi en las elecciones. Su mano derecha dijo: «Si vuelve la izquierda los mafiosos se tendrán que ir de Castelvetrano. Si ganan nos tendremos que ir de Italia».

## Detención y muerte

Matteo Messina Denaro (2023)

El 16 de enero de 2023 fue finalmente capturado como consecuencia de un operativo policial. Fue identificado y detenido por el tratamiento médico al que se estaba sometiendo en una clínica privada de Palermo, especializada en terapias oncológicas.
Se negó a colaborar con las autoridades judiciales en los vínculos entre la Mafia y varios gobiernos italianos. Tampoco se arrepintió por sus crímenes.
El 24 de septiembre de 2023 falleció a los 61 años. Se encontraba en coma irreversible además de padecer cáncer de colon.